# Poul Michelsen
Poul Johan Sundberg Michelsen (Tórshavn, 1944. július 22.) feröeri üzletember és politikus, a Framsókn (korábban a Fólkaflokkurin) tagja.

## Pályafutása
Kereskedelmi és gazdasági végzettsége van. 1974-ben nyitott egy kis vegyesboltot házuk pincéjében. A vállalkozás gyorsan nőtt, és 1977-ben részvénytársasággá alakult P/F Poul Michelsen néven. Jelenlegi, 5200 m²-es üzletük 1979-ben készült el. Jelenleg is mintegy 50 főt foglalkoztató cégének vezérigazgatója.
A politikai életbe 1980-ban vetette bele magát, amikor Tórshavn község polgármesterévé választották. 1984-ben a Løgting tagja lett. Parlamenti mandátumáról 1990-ben, polgármesteri tisztségéról 1991-ben lemondott. 2002-ben választották be ismét a törvényhozásba, majd azóta többször újraválasztották. Az alkotmány-előkészítő bizottság elnöke. Finnország feröeri általános konzulja.

## Magánélete
Szülei Paula és Johan Michelsen Tórshavnból. Feleségével, az argiri szrámazású Sólrún Michelsennel együtt Tórshavnban él.

## Fordítás
- Ez a szócikk részben vagy egészben a Poul Michelsen című norvég Wikipédia-szócikk ezen változatának fordításán alapul.  Az eredeti cikk szerkesztőit annak laptörténete sorolja fel. Ez a jelzés csupán a megfogalmazás eredetét és a szerzői jogokat jelzi, nem szolgál a cikkben szereplő információk forrásmegjelöléseként.